# Ralph Bishop
Ralph Bishop (anglès: Ralph English Bishop)  (Brooklyn, 1 d'octubre de 1915 - Santa Clara, 1 d'octubre de 1974) fou un jugador de bàsquet estatunidenc que va competir durant la dècada de 1930.
El 1936 va prendre part en els Jocs Olímpics de Berlín, on guanyà la medalla d'or en la competició de bàsquet.
Posteriorment jugà a bàsquet professionalment pels Denver Nuggets de la National Basketball League, un precursor de la National Basketball Association. Va fer una mitjana d'1,8 punts per partit durant la temporada 1948-1949.
Jugà a bàsquet universitari amb la Universitat de Washington, Seattle.